# Clinton, South Carolina
Clinton är en ort i Laurens County i delstaten South Carolina, USA.